# Santiago de Arzúa
Arzúa (llamada oficialmente Santiago de Arzúa) es una parroquia y villa española del municipio de Arzúa, en la provincia de La Coruña, Galicia. 

## Entidad de población
Entidad de población que forma parte de la parroquia:
- Arzúa

## Demografía
| Gráfica de evolución demográfica de Arzúa entre 2000 y 2018 |
|                                                             |
| Datos según el nomenclátor publicado por el INE.            |